# نيكولاس كيهو
نيكولاس كيهو (بالإنجليزية: Nicholas Kehoe)‏ هو ضابط أمريكي، ولد في 28 مايو 1943 في Langley Air Force Base ‏ في الولايات المتحدة.